# Pásztor Noémi (kézilabdázó)
Pásztor Noémi (Szombathely, 1999. április 2.) junior-világbajnok, felnőtt Európa-bajnoki bronzérmes magyar válogatott kézilabdázó, az élvonalbeli Szombathelyi KKA beállója.

## Pályafutása

### Klubcsapatban
Szülővárosában kezdett kézilabdázni. A Nemzeti Kézilabda Akadémia tagja volt 2017-ig, majd a Budaörs Handball csapatához szerződött, ahol a 2017–2018-as idényben a magyar élvonalban is bemutatkozhatott. A 2018–2019-es szezon őszi felében 14 bajnokin 37 gólt szerzett. 2019 januárjában a Ferencvároshoz írt alá 2021 nyaráig szóló szerződést. A 2020–2021-es szezonban bajnoki címet szerzett a csapattal. A 2021–2022-es idénytől három szezonon át a Mosonmagyaróvár játékosa. 2024 nyarán a román CSM București igazolta le. Pásztor korábban aláírt a francia Neptunes de Nantes-hoz, azonban a klub csődöt jelentett, így a magyar beálló végül Romániában folytatta pályafutását. A szezon végén bajnoki címet ünnepelhetett csapatával.

### A válogatottban
Tagja volt a 2015-ös U17-es Európa-bajnokságon bronzérmes és a hazai rendezésű 2018-as junior világbajnokságon aranyérmet szerző csapatnak is. Utóbbi tornán bekerült az All Star-csapatba is. 2017 októberében Kim Rasmussen behívta a felnőtt válogatott keretébe is. Tagja volt a 2019-es világbajnokságra utazó 18 fős keretnek. A csoportmérkőzések alatt tartalékként nem lépett pályára, Rasmussen az Argentína és Franciaország elleni helyosztókra cserélte be a keretbe, Faluvégi Dorottya helyére.
A 2024-es párizsi olimpiára tartalékként utazott ki, majd a negyedik csoportmeccsre a spanyol válogatott ellen becserélték a meccskeretbe Bordás Réka helyére, és pályára is lépett a 27–24-re megnyert találkozón. A decemberi Európa-bajnokságon a magyar válogatott 12 év után újból bronzérmet szerzett a kontinenstornán, amelynek ő is tagja volt.

## Magánélete
Sportpályafutása mellett tanulmányait sem hanyagolja el, a Semmelweis Egyetem Egészségtudományi karának dietetika szakának hallgatója.

## Sikerei, díjai

### Klubcsapatokban
Ferencvárosi TC
- Magyar bajnok: 2020–2021

### A válogatottban
- Junior világbajnokság: 
  - Aranyérmes: 2018
- U17-es Európa-bajnokság: 
  - Bronzérmes: 2015